# Шателайон-Плаж
Шателайо́н-Плаж (фр. Châtelaillon-Plage) — коммуна во Франции, находится в регионе Пуату — Шаранта. Департамент коммуны — Приморская Шаранта. Входит в состав кантона Эйтре. Округ коммуны — Ла-Рошель.
Код INSEE коммуны — 17094.

## Население
Население коммуны на 2010 год составляло 6029 человек.
| 1962 | 1968 | 1975 | 1982 | 1990 | 1999 | 2010 |
| ---- | ---- | ---- | ---- | ---- | ---- | ---- |
| 5234 | 5377 | 5354 | 5439 | 4993 | 5624 | 6029 |